# Clemmus minor
Clemmus minor is een keversoort uit de familie zwamkevers (Endomychidae). De wetenschappelijke naam van de soort werd in 1873 gepubliceerd door George Robert Crotch.